# Йот (буква греческого письма)
Ϳ, ϳ (йот) — буква греческого письма, используемая для записи звука [j] в арнаутском диалекте албанского языка и в лингвистических реконструкциях архаических форм древнегреческого языка.

## Лингвистика
Буква йот была введена лингвистами в греческое письмо в XIX веке, для передачи фонемы /j/, которая является полусогласным звуком в реконструированном архаическом греческом языке.
Хотя фонема (или аллофон) /j/ когда-то присутствовала в греческом языке, в силу разных причин у носителей не возникало потребности обозначать её отдельным знаком. Потеря этой фонемы в древнегреческом языке произошла ещё в архаическом периоде. В XIX веке, когда учёные занялись реконструкцией прагреческих форм, возникла необходимость обозначать эту фонему, важную для объяснения позднейших классических фонетических и морфологических чередований. Например, праформа слова χαίρω /khaíroː/ < [khájroː] < */khájroː/ могла записываться как χάϳρω. Символ включён в Юникод под названием «greek capital letter yot» и «greek letter yot». Название условно.
Эта графема имеет использование главным образом в исторической грамматике архаического греческого языка, для объяснения специфических лингвистических феноменов, а также для реконструкции различных важных фонетических и морфологических процессов. Она обозначала звук /j/, в то время как остальные фонемы записывались стандартными греческими буквами. 

## Использование йота
Фонема ϳ подвергается следующим преобразованиям в различных позициях:
- в начале слова ϳ переходит в густое придыхание или ζ:
  - ϳηπαρ>ἧπαρ (печень)
  - ϳυμη>ζύμη (дрожжи)
- между гласными буквами ϳ может:
  - перейти в гласный:
    - *ἀληθεσϳα>*ἀληθεϳα>ἀλήθεια (правда)

  - выпасть, удлинив предыдущую гласную:
    - *διϳος>δῑος (божественный)

  - выпасть:
    - *πολεϳες>*πολεες>πόλεις (города)
- если ϳ предшествует одна или более согласных букв, он исчезает с различными эффектами:
  - γ + ϳ > σσ, ττ или ζ
  - δ + ϳ > ζ
  - κ, χ + ϳ > σσ (ττ)
  - λ + ϳ > λλ
  - π, φ + ϳ > πτ
  - αν, εν + ϳ > αιν, ειν
  - ῐν, ῠν +ϳ > ῑν, ῡν
  - αρ, ερ + ϳ > αιρ, ειρ
  - ῐρ, ῠρ + ϳ > ῑρ, ῡρ

## Примеры
Трансформация глагола наконечника -μι первого класса ἵημι, из которого получается форму настоящего времени ἱε. Эта трансформация происходит потому некоторые глаголы наконечника -μι первого класса применяются эту согласную букву в такой самой предпозиционной форме глагола добавляют ι. В таком случае форма глагола является ϳε, однако путем получения ϳιϳε является что ϳ отрицается оставляют сильное стремление перед ι или перед ιε для настоящой формы глагола а также для ἵημι с сильным стремлением, что происходит при настоящым активным времени указательным для первого лица единственного числа, а также удлиняет эту гласную букву.